# Believe (通販CD)
『Believe』（ビリーヴ）は、ソニー・ミュージックダイレクトが企画・制作・発売しデジタルダイレクト（現:イオンドットコム）から販売された通販CDボックス・セットのコンピレーション・アルバム。

## 内容
1980年代から1990年代かけてJ-POPをリードした思い出のバラード曲が勢ぞろいする、通販限定オリジナル・コンピレーション・アルバム。CD4枚組・60曲を収録。

## 関連商品
- J-LOVE Super Collection

### 販売されている番組名
- サクワスタイル
- ワールドコレクション